# Megachile darwiniana
Megachile darwiniana är en biart som beskrevs av Cockerell 1906. Megachile darwiniana ingår i släktet tapetserarbin, och familjen buksamlarbin. Inga underarter finns listade i Catalogue of Life.